# Murat Yıldırım
Murat Yıldırım (ur. 13 kwietnia 1979 w Konya) – turecki aktor filmowy i telewizyjny.

## Życiorys

### Wczesne lata
Urodził się w Konya w Turcji jako syn Mehmeta Saliha Yıldırıma i Hayat Yıldırım. Jego rodzice pochodzą z Mardin. Ze względu na pracę jego ojca – nauczyciela literatury, dorastała wraz z dwiema siostrami między Konyą a Adaną. Jego zainteresowanie muzyką i teatrem rozpoczęło bardzo wcześnie.
Ukończył studia na wydziale inżynierii mechanicznej Yildiz Technical University w Stambule i ujawniało się w jego życiu zainteresowanie matematyką. Jako student grał na perkusji w zespole. Podczas swojego okresu studiowania też zaczął występować ze swoim uniwersyteckim zespołem teatralnym i brał lekcje aktorstwa.

### Kariera
Spędził trzy sezony w teatrze, występował i pisał scenariusze, zanim wziął udział w przesłuchaniu w Beşiktaş Kültür Merkezi. Zagrał pierwszą mniejszą rolę w Olumsuz Ask. Później w Bütün Cocuklarim i Büyük Yalan. Pojawił się też w tureckim filmie Organize İşler (2005). Jego pierwszą główną rolą był Ali w serialu Fırtına (2006), gdzie poznał swoją przyszłą żonę Burçin Terzioğlu. Jako fotograf Cenk w filmie Araf (2006) otrzymał nominację do nagrody Altın Portakal dla najlepszego aktora.

### Życie prywatne
W latach 2008–2014 był żonaty z Burçin Terzioğlu. W październiku 2015 w Stambule został skazany na 10 miesięcy więzienia za przestępstwo posiadania narkotyków. Jednak uniewinniono go za kaucją. W 2016 poślubił ex-Miss Maroko Imane Elbani.

## Wybrana filmografia

### Filmy fabularne
- 2005: Organize İşler
- 2006: Araf jako fotograf Cenk
- 2009: Güz Sancısı jako Behçet
- 2014: Kırımlı (Krymianin) jako Sadık Turan
- 2015: Kocan Kadar Konuş jako Sinan
- 2016: Kocan Kadar Konuş-Diriliş jako Sinan
- 2017: Sonsuz Aşk jako Can
- 2017: Ayla jako Üsteğmen Mesut

### Seriale TV
- 2003: Hayat Bilgisi
- 2003: Patron Kim
- 2003: Ölümsüz Aşk
- 2004: Bütün Çocuklarım jako Mesut
- 2004: Büyük Yalan jako Okan
- 2006–2007: Fırtına jako Ali
- 2007–2009: Asi jako Demir Doğan
- 2009: Ey Aşk Nerdesin jako polcjant
- 2010–2011: Cena miłości (Aşk ve Ceza) jako Savaş Baldar
- 2012: Suskunlar jako szeryf Ecevit Oran
- 2016: Królowa jednej nocy (Gecenin Kraliçesi) jako Kartal
- 2020-2021: Ramo jako Ramo
- 2022-: Teşkilat jako Ömer

### Programy telewizyjne
2017–2019– Kim milyoner olmak ister